# Stregbredpande
Stregbredpande (Thymelicus lineola) er en sommerfugl i bredpandefamilien. Den kan ses fra omkring Sankthans til helt hen i august. Den flyver overalt på ugødede solrige områder med græsser, f.eks. i de brede rabatter langs veje. Stregbredpanden hører som skråstregbredpanden under slægten Thymelicus. De er kendetegnet ved at have en ekstremt lang snabel og kan dermed suge nektar på blomster med meget lange og dybe kronrør.

## Udbredelse
Stregbredpanden findes overalt i Danmark undtagen på Anholt og der er kun fundet få individer fra Als, Ærø og Møn. Herudover findes sommerfuglen over det meste af Europa helt op til Sydnorge samt i Nordafrika og i Asien til Amur.

## Udseende
Stregbredpanden kan forveksles med skråstregbredpanden. Begge arter kan nemt kendes fra de andre bredpander, da de har en ensartet nougatbrun farve uden lyse vingepletter, men med en tynd sort søm på vingerne. Stregbredpanden kan kendes fra skråstregbredpanden ved at den har kulsorte følehornsspidser, mens skråstregbredpanden har orangebrune følehornsspidser. Har man fanget en han er det også forholdsvis nemt at bestemme arten på duftskællene på vingerne. Stregbredpandehannens duftskæl former en kort, lige og meget smal stribe, mens duftskællene hos skråstregbredpanden former en lang bue. Stregbredpanden er også en smule mindre end skråstregbredpanden. Stregbredpandens vingefang er kun 22 – 27 mm.
- Thymelicus lineola ♂

## Livscyklus
Æggene lægges på græsser. Larven overvintrer inde i ægget til næste forår. Sidst i april klækkes ægget. Larven er fuldt udvokset først i juni og forpupper sig dermed. Efter 15 – 20 dage klækkes puppen og den voksne stregbredpande kommer frem.

## Larvens foderplanter
Sommerfuglelarver er specialiserede til kun at æde nogle få planter. Larver af Stregbredpande lever af:
Horsetidsel, blåhat, knopurter, oksetunge, Almindelig Kvik, hundegræs, almindelig rajgræs, krybende hestegræs, draphavre, bjergrørhvene, kærstar og engrottehale.